# Ilha Nosy Be
A ilha Nosy Be é uma pequena ilha de Madagáscar, situada a noroeste da ilha principal e estando a 8 quilômetros de sua costa. Ela tem 321 km2 e administrativamente pertence à região de Diana, na província de Antsiranana. É separada do continente africano pelo canal de Moçambique e sua maior montanha é Mont Lokobe, localizada na porção sudeste da ilha, com 455 metros de altitude e próxima à ilha Nosy Ambariovato, ou Nosy Komba, e onde se situa a Reserva Natural de Lokobe, fundada em 1927. Outras ilhas de seu entorno são Nosy Tanikeli, Nosy Tanga, Nosy Sakatia, Nosy Taolankena, Nosy Antsaibory, Nosy Fanih e Nosy Ampariotandraka.
Esta ilha contém derramamentos de lava basáltica provenientes de dois períodos de atividade vulcânica muito recentes e com cones bem preservados. Muitas lagoas largas, oriundas de crateras vulcânicas, encontram-se em sua porção central.
Nosy Be foi colonizada por franceses a partir de 1841, ano em que fundaram Hell-Ville, sua vila mais importante. A atividade econômica de sua população consiste, principalmente, em plantações de cana-de-açúcar, café, gergelim, índigo, arroz, milho, Ilangue-ilangue, batata-doce e mandioca. Os habitantes de Nosy Be são o grupo étnico Sakalava, originário dos Bantus. No interior da ilha habita, em seu planalto central, o grupo étnico Merina que, bem como em Nosy Be, podem ser encontrados ao longo da costa noroeste de Madagáscar.

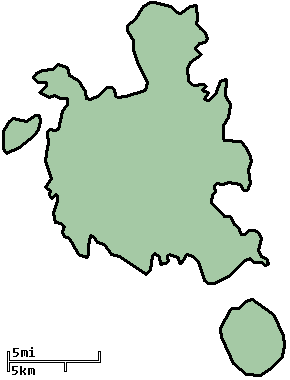
Nosy Be e Nosy Ambariovato, ou Nosy Komba (abaixo), e Nosy Sakatia (à esquerda).
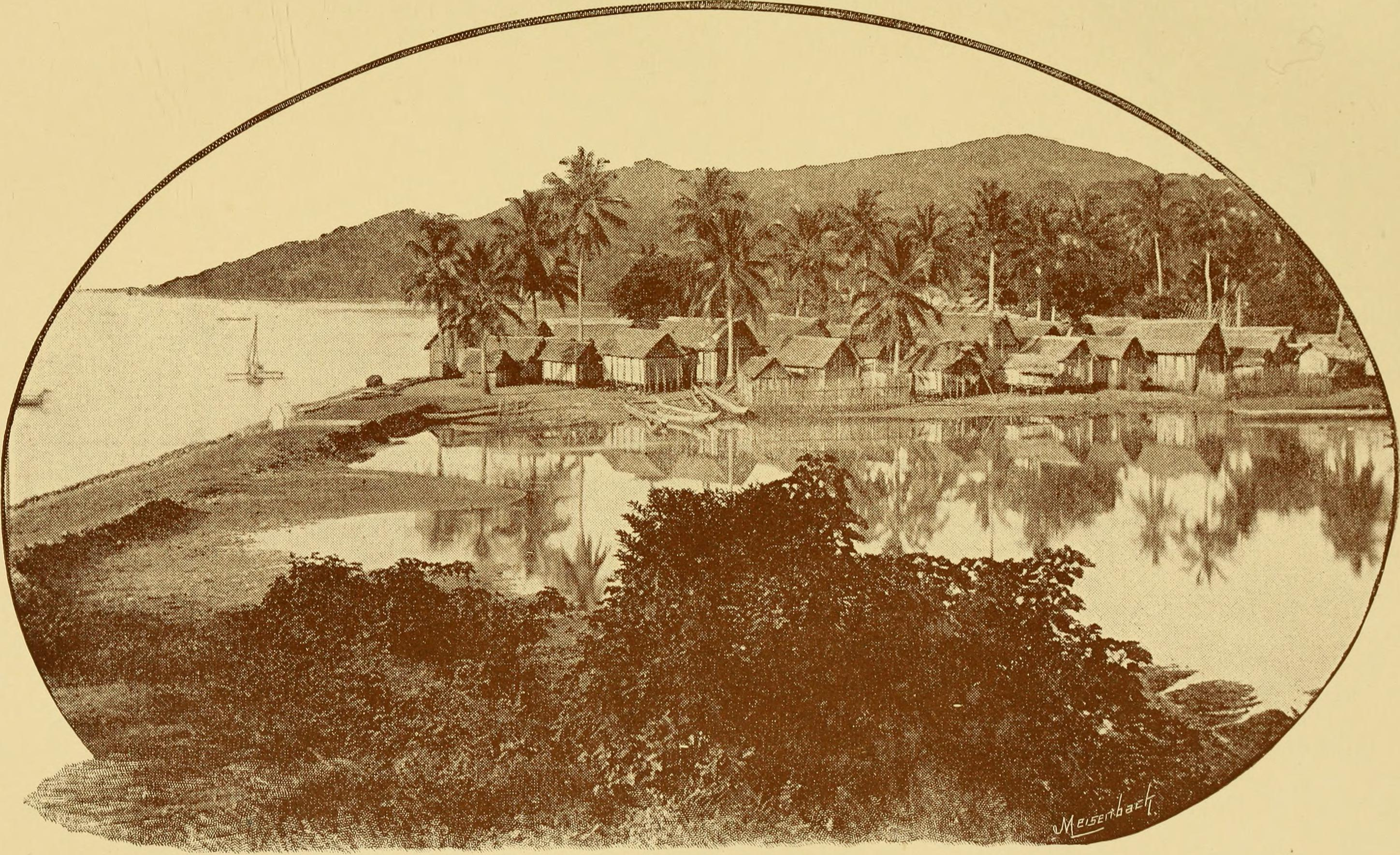
Fotografia de Nosy Be em 1893.